# 塔里忽台
塔里忽台（塔兒忽台，?—?），又称塔兒不台，塔里忽台·乞邻勒秃黑，塔兒忽台意為“胖子”，乞邻勒秃黑意為“嫉妒者”。12世纪蒙古草原泰赤乌部的首领，俺巴孩之孙。
俺巴孩死后，他执掌泰赤乌部。1170年，蒙古部也速该死后，他趁蒙古部衰落之机，遗弃铁木真一家，裹挟蒙古部部众而去。后来，曾经率人捕捉监禁铁木真。1189年，他联合札木合，率领十三部针对铁木真展开了十三翼之战。后来，因为虐待部下，众人叛离，泰赤乌部衰落。1200年，被铁木真与王罕在斡难河击败，《圣武亲征录》说他逃亡中被杀。《蒙古秘史》说他次年参与推举札木合为古尔汗，被铁木真击败于海拉尔河，逃到森林中，被部下纳牙阿擒获，献给铁木真，被铁木真宽恕，不知所终。

## 相关影视作品
- 霍尔查《成吉思汗 (2004年電視劇)》
- 巴森《一代天骄成吉思汗》
- Amadu Mamadakov《蒙古王》
- 神保悟志《苍狼》
- 郑雷《成吉思汗 (亞洲電視劇集)》

## 延伸阅读
[在维基数据编辑]
 《新元史/卷117》，出自柯劭忞《新元史》